# Вакуумні квіти
«Вакуумні квіти» (англ. Vacuum Flowers) — науково-фантастичний роман американського письменника Майкла Свонвіка, опублікований у 1987 році. Ранній приклад жанру кіберпанку, який містить одне з найбільш ранніх застосувань концепції програмного забезпечення.

## Сюжет
Головним героєм роману є бунтівниця Елізабет Мудларк (англ. Elizabeth Mudlark), система побудована на прототипі мертвої жінки. Вона втікає, захопивши тіло Євкрасії Волш (англ. Eucrasia Walsh), жінки, яка здає себе в оренду для тимчасового тестування нових програм. Утікаючи від корпорації, латентна особистість Євкрасії починає затверджуватися у суспільстві.
Пригоди Мудларк переносять її всією широко колонізованою Сонячною системою. Спочатку вона живе в каністрах, що обертаються навколо Сонця троянською орбітою, де вона іноді працює над вивченням біоінженерії бур'янів (вакуумні квіти) із зовнішніх портів каністр. Оскільки запис зберігає більшість її спогадів, вона повинна покладатися на незнайомців, що допомагають їй вижити, хоча вона не може довіряти жодному з них. Елізабет зустрічає та закохується у Вайєта, лідера, особистість якого була перепрограмована у команду з чотирьох взаємодоповнюючих персон. Разом вони утворюють непростий союз із компанією Comprise, розумом вулика, який керує Землею, і стикаються з Dysonworlders, які живуть на генетично спроектованих штучних кометах (деревах Дайсона).